# Премия Министерства высшего и среднего специального образования СССР
Премия Министерства высшего и среднего специального образования СССР — присуждалась педагогическим работникам высших учебных заведений за достижения в учебно-воспитательной и научно-методической работе. Учреждена Советом министров СССР в целях стимулирования педагогического труда профессорско - преподавательских кадров в деле повышения уровня подготовки.

## Размер премий
Постановлением Совмина СССР от 1987 года было постановлено учредить: 20 первых премий — по 1000 рублей, 30 вторых премий — по 750 рублей, 50 третьих премий — по 500 рублей.